# Cassandra Austen
Pour les articles homonymes, voir Austen et Cassandra Austen (née Leigh).
Cassandra Elizabeth Austen (9 janvier 1773 - 22 mars 1845) est la sœur aînée de Jane Austen, ainsi qu'une aquarelliste anglaise amateur. Tout au long de sa vie, elle demeure la confidente et la meilleure amie de sa sœur, au sein d'une famille unie où elles ont par ailleurs six frères. Après la mort aux Caraïbes de son fiancé, Thomas Fowle, Cassandra ne se mariera jamais, comme d'ailleurs sa sœur Jane.
Bien que souvent ensemble, les deux sœurs échangent une correspondance nourrie à chacune de leurs séparations. Après la mort de Jane et pour en préserver les confidences, Cassandra semble avoir détruit la plus grande partie de ces lettres, contribuant à la rareté des sources sur la romancière.

## Biographie
Née comme sa sœur à Steventon, Cassandra Elizabeth Austen est la fille du Révérend George Austen et de sa femme Cassandra.

### Famille

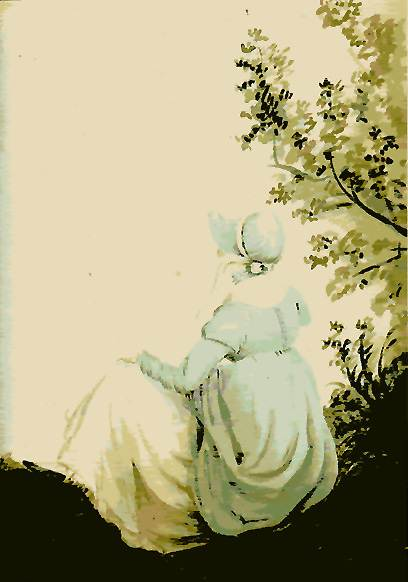
Aquarelle de Cassandra, montrant sa sœur Jane de dos, au pied d'un arbre.

Le père de Cassandra Austen, William George Austen (1731–1805), et sa femme, Cassandra (1739-1827), viennent tous deux de bonnes familles de la gentry. George descend d'une famille de fabricants de tissus de laine, qui se sont peu à peu élevés au rang de la petite gentry terrienne. Sa femme Cassandra Austen, née Leigh, compte parmi ses ancêtres sir Thomas Leigh qui fut Lord-Maire au temps de la reine Elisabeth.
La proche famille de Cassandra Austen est importante. Elle compte en effet six frères, James (1765-1819), George (1766-1838), Edward (1767–1852), Henry Thomas (1771–1850), Francis William (Frank) (1774-1865), Charles John (1779–1852), et une sœur cadette, Jane (1775–1817), qui, comme Cassandra, meurt sans s'être mariée. Cassandra Elizabeth est l'amie la plus proche et la confidente de Jane Austen tout au long de sa vie.

### Premières années
Les deux sœurs vont en 1783 chez Mrs Ann Cawley, la sœur de leur oncle, pour y recevoir une éducation. Mrs Cawley vit initialement à Oxford, puis plus tard à Southampton ; lorsqu'une épidémie de typhus s'y déclenche (dont Jane manque de mourir), les deux sœurs sont ramenées à Steventon, dans leur famille. Entre 1785 et 1786, les deux sœurs suivent les cours du pensionnat de Reading Abbey. Il n'est initialement pas prévu que Jane y aille aussi, car elle est considérée comme encore trop jeune, mais elle finit par obtenir gain de cause et y aller avec sa sœur. Selon les propres mots de leur mère, « s'il avait fallu couper la tête de Cassandra, Jane aurait réclamé qu'on lui coupe la sienne également ».

### Suite de sa vie

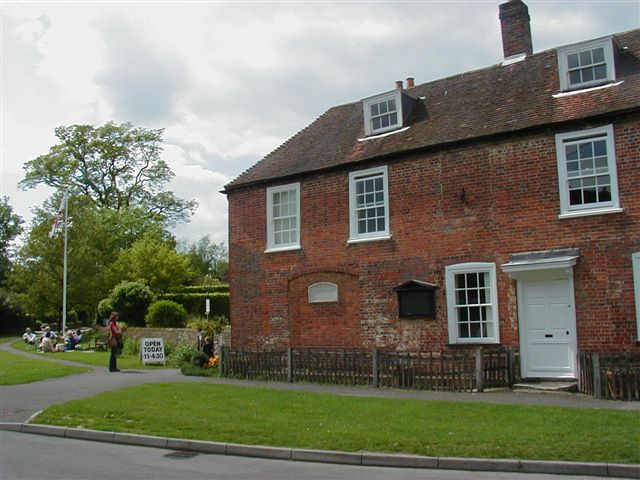
La maison de Cassandra, Jane et leur mère, à Chawton.

George Austen n'a pas de fortune et arrondit ses revenus de pasteur campagnard « en prenant des élèves en vue de les préparer à Oxford ».
Après avoir été diplômé de l'Université d'Oxford en 1794, un ancien élève, Thomas Fowle, se fiance avec Cassandra Austen. Fowle a besoin d'argent pour se marier, et part pour les Caraïbes avec une expédition militaire, en tant que chapelain de son cousin, le général Lord William Craven. Là, Fowle contracte la fièvre jaune et en meurt en 1797. Cassandra Austen hérite de lui la somme de 1000 livres sterling, ce qui lui donne un peu d'indépendance financière, mais, comme sa sœur, elle ne se mariera jamais.
Après la mort de son père en 1805, Cassandra, sa sœur Jane, et leur mère déménagent à Southampton, où elles vivent avec leur frère Frank et sa famille pendant cinq ans. Elles déménagent de nouveau en 1809 pour habiter un grand cottage dans le petit village de Chawton, dans le Hampshire, mis à leur disposition par le frère de Cassandra et de Jane, Edward, qui possède maintenant un domaine à Chawton.
À la mort de Jane en 1817, on pense que Cassandra détruit alors la plupart de ses lettres, qui pour la majorité datent d'après 1795. Cassandra elle-même vit seule jusqu'à sa mort le 22 mars 1845, à l'âge de 72 ans. Elle est enterrée à l'église Saint Nicholas à Chawton, dans le Hampshire.

## Aquarelliste

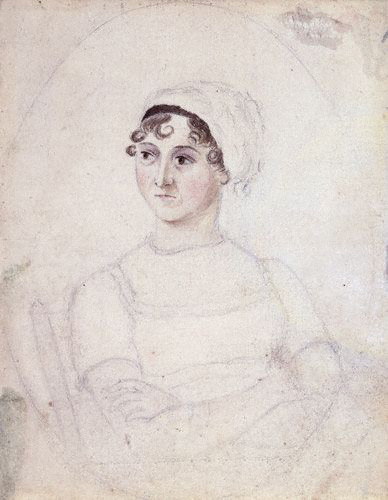
Esquisse, à l'aquarelle et au crayon, de Jane Austen par sa sœur Cassandra, reconnu par un membre de la famille comme « hideusement non ressemblant ».
National Portrait Gallery, Londres.

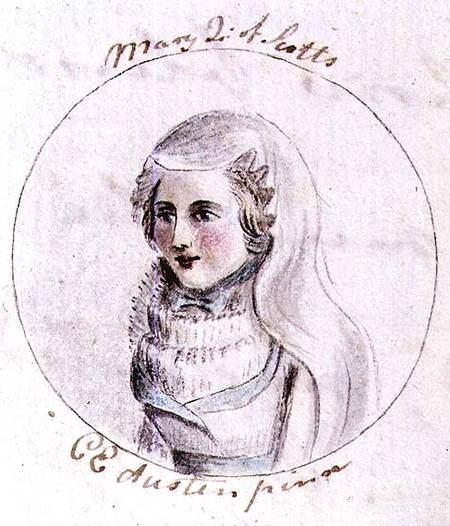
Dessin de Cassandra représentant Mary I d'Écosse, pour le manuscrit de sa sœur, The History of England

Cassandra et Jane reçoivent également chez elles une formation au dessin et au piano, dont la maîtrise fait partie des accomplishments, ces talents d'agrément que l'on attend d'une demoiselle de bonne famille. En 1791, elle réalise une série de treize illustrations rondes des monarques anglais pour illustrer le manuscrit de Jane, The History of England (L'Histoire de l'Angleterre), dont on dit qu'ils ressemblent plus aux membres de la famille Austen qu'aux monarques anglais. Cassandra peint par ailleurs deux portraits de sa sœur. L'un, peint en 1804, représente Jane de dos, assise au pied d'un arbre. L'autre, une esquisse de face, date des environs de 1810, et a été décrit par un membre de la famille comme étant « hideusement non ressemblant » à la véritable apparence de Jane (hideously unlike [her real appearance]). Cette esquisse se trouve aujourd'hui à la National Portrait Gallery, à Londres.